# Outey
Outey (1577-1642) là nhiếp chính vương của Chân Lạp từ 1627 đến 1642, có tước hiệu là Udayaraja và Paramaraja.

## Tiểu sử
Hoàng tử Outey (hoặc Uday, Préa Outey) là con út của vua Barom Reachea VII, được phong hiệu là Maha Uparaja. Ông đã giúp vua anh Chey Chettha II chống lại quân Xiêm năm 1624 ở tỉnh Banteay Mean Chey.
Năm 1627, sau khi vua anh Chey Chetthe II mất, Outey lên làm nhiếp chính vương. Con trai lớn của vua anh là Chan Ponhéa Sô, là người sùng đạo, đã trở thành thầy tu nhà Phật năm từ 1623. Đến năm 1629, Sô mới về làm vua, hiệu là Thommo Reachea II.
Vị vua mới này không quan tâm đến công việc của đất nước, những nỗ lực giành lại lãnh thổ đã mất về tay người Xiêm đã thất bại. Người chú Outey tiếp tục nắm thực quyền điều hành đất nước.
Trước đây, lúc vua Chey Chettha II còn sống đã định cưới công chúa Ang Vodey (Angavathi Nha) cho hoàng tử Chan Ponhéa Sô. Nhưng chẳng may, khi nhà vua vừa mất thì chú ruột Préa Outey lại cưới nàng công chúa này trong khi Hoàng tử còn đang ở trong tu viện.
Sau khi rời tu viện, Chan Ponhéa Sô lên ngôi và tình cờ nhà vua trẻ gặp lại nàng Ang Vodey xinh đẹp. Sau đó, cả hai đã mượn cớ đi săn bắn để gặp gỡ, nhưng không ngờ Prea Outey biết được liền đuổi theo và giết chết cả hai vào năm 1632, sau khi Sô làm vua mới được hơn hai năm.
Outey sau đó đưa Ponhea Nou, em trai của Ponhea Sô, lên làm vua hiệu là Ang Tong Reachea.
Ponhea Nou lại chết một cách bất ngờ và bí ấn vào tháng 6 năm 1640.
Sau cái chết của vua Ang Tong Reachea, người chú Outey đã đưa con trai Ang Non của mình lên ngôi vua, hiệu là Padumaraja I.
Trước đó, người con thứ ba của vua anh Chey Chettha II là Ponhea Chan đã rời hoàng cung và ẩn náu ở khu vực Đông Nam Chân Lạp nơi nhiều người Chăm và Mã Lai đạo Hồi sinh sống.
Năm 1642, vua Padumaraja I và cha là giám quốc Outey đã bị ám sát bởi Ponhea Chan, sau đó Ponhea Chan lên ngôi, hiệu là Ramathipadi I.
Các con của ông là Ang Sur, Ang Tan trốn thoát và cầu cứu chúa Nguyễn để chống lại Ponhea Chan.

## Con cái
- Ang Non (1615-1642) làm vua, hiệu là Padumaraja I (hoặc Batom Reachea IV)
- Ang Sur (1628-1672) làm vua, hiệu Barom Reachea VIII
- Uday Surivans ou Ang Tan (1636-1675)
- Ang Em (1636-1658), có con là Ang Nan sau cũng làm vua.
- Công chúa Ang Lei, sau lấy Chey Chettha IV